# Дуронии
Дурониите (Gens Duronia) са плебейска фамилия от Древен Рим. Тяхното мъжко име e Дуроний (Duronius). Жените носят името Дурония (Duronia).
Известни членове на фамилията:
- Дурония, майка на Публий Ебуций, втора съпруга на Тит Семпроний Рутил, 186 пр.н.е.
- Луций Дуроний, претор 181 пр.н.е. в Апулия
- Марк Дуроний, народен трибун 97 пр.н.е.
- Гай Дуроний, приятел на Мило